# Pont-Saint-Esprit
Pont-Saint-Esprit (occitanska Lo Pònt Sant Esperit) är en kommun i departementet Gard i södra Frankrike. Kommunen ligger bredvid Rhône och ligger där en historisk passage låg, därav namnet. Floden Ardèche flyter in i Rhône, just norr om bron. Invånarna kallas Spiripontains. Staden är känd som möbelsnickaren Michel Bouviers hemstad, förfader till John Vernou Bouvier III, Jacqueline Kennedys far. År 2022 hade Pont-Saint-Esprit 10 759 invånare.

## Historia
Den 15 augusti 1951 skedde ett utbrott av förgiftning som resulterade i akut psykos och olika fysiska symptom. Mer än 250 personer var involverade, 50 personer internerades i mentalsjukhus och sju dog. Matförgiftningen, som påverkade andra delar av Frankrike men som var allvarligast i Pont-Saint-Esprit, spårades till "förbannat bröd" (pain maudit).
Utbrottets orsaker har aldrig identifierats med säkerhet men flera förklaringar har föreslagits. Den första hypotesen på den tiden var att massförgiftning var ett utbrott av ergotism. Senare undersökningar fokuserade på kvicksilverförgiftningar på grund av användandet av panogen eller andra fungicider som användes för att behandla gryn och frön. Simon Cotton vid kemiska institutionen på Uppingham School menar att det finns väldokumenterade exempel av kvicksilverförgiftning på grund av sådana produkter.
| ” | There was a serious epidemic in Iraq in 1956 and again in 1960, whilst use of seed wheat (which had been treated with a mixture of C2H5HgCl and C6H5HgOCOCH3) for food, caused the poisoning of about 100 people in West Pakistan in 1961. Another outbreak happened in Guatemala in 1965. Most serious was the disaster in Iraq in 1971–72, when according to official figures 459 died. Grain had been treated with methyl mercury compounds as a fungicide and should have been planted. Instead it was sold for milling and made into bread. | „ |
| – | |   |

Symptomen från undersökta offer från staden överensstämmer dock inte helt med denna hypotes. 1982 pekade en fransk forskare ut Aspergillus fumigatus som en potentiell orsak. Detta mykotoxin produceras i silor.
2008 publicerade historikern Steven Kaplan Le Pain Maudit, en omfattande historisk redogörelse över incidenten och dess återverkan. Boken argumenterar att förgiftningen kan ha orsakats av kvävetriklorid som används för att artificiellt och illegalt bleka mjöl.
I journalisten Hank P. Albarellis bok A Terrible Mistake (2009) hävdar han att CIA testade användandet av LSD på befolkningen i staden som en del av dess Project MKUltra-biologiska vapenprogram och att Frank Olsons involvering i och vetskap om operationen är kopplad till hans misstänksamma död. Enligt Albarellis tes var incidenten i staden menad som en föregångare till ett liknande experiment schemalagt till New Yorks tunnelbanesystem. Albarelli hävdar att Sandoz Laboratories i hemlighet tillverkade LSD för CIA vid samma tid och att Sandoz forskare falskeligen pekade mot mjöldryga eller kvicksilver.
Steven Kaplan har avfärdat Albarellis påståenden som konspirationsteorier. Kaplan kritiserade teorin som oförenlig med både händelsens tidslinje och de kliniska manifestationerna av förgiftningen, och kallade mediatäckningen av Albarellis bok etiskt dubiös. Kaplan hävdade att CIA:s intresse i incidenten varken var en överraskning eller en hemlighet och att projekt MKULTRA skulle haft lite intresse i att utföra okontrollerade experiment.
Kaplans kritiker kontrar med att okontrollerade experiment var normen under CIA:s MKUltra-program.

## Befolkningsutveckling
Antalet invånare i kommunen Pont-Saint-Esprit
Referens:INSEE

## Vänorter
Vänorter är:
- Egelsbach, Tyskland

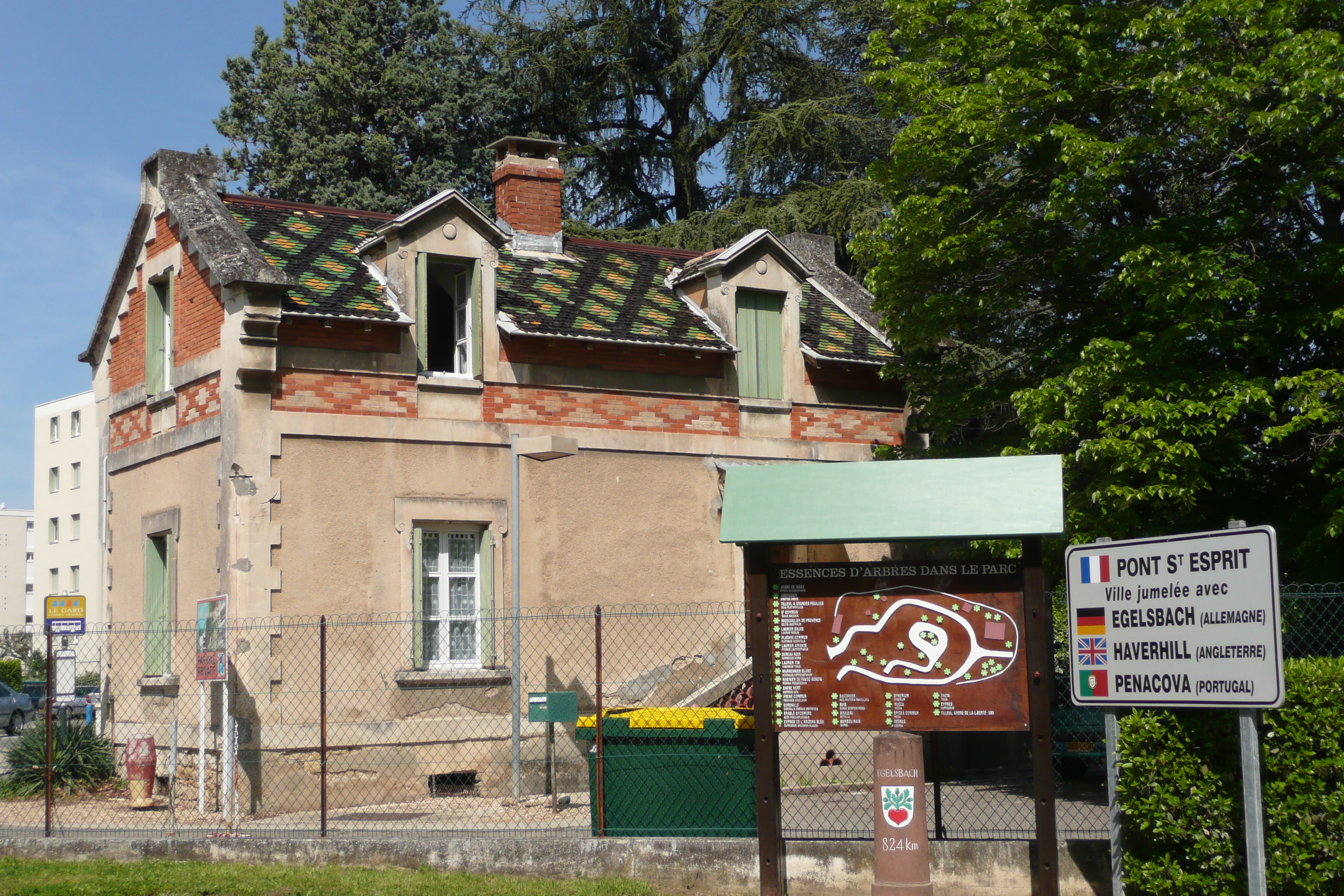
Skylt med lista över vänorter.

- Haverhill, Storbritannien
- Penacova, Portugal